# Kozy (Wojsk)
Kozy – nieformalny przysiółek wsi Wojsk (niemający statusu miejscowości) w Polsce położona w województwie pomorskim, w powiecie bytowskim, w gminie Lipnica.
Wieś jest częścią sołectwa Wojsk.
W latach 1975–1998 miejscowość administracyjnie należała do województwa słupskiego.